# Maquis Bir-Hakeim
Cet article concerne le maquis du sud du Massif central. Pour le maquis de Charente, voir Maquis de Bir Hacheim.
Pour les articles homonymes, voir Bir Hakeim.

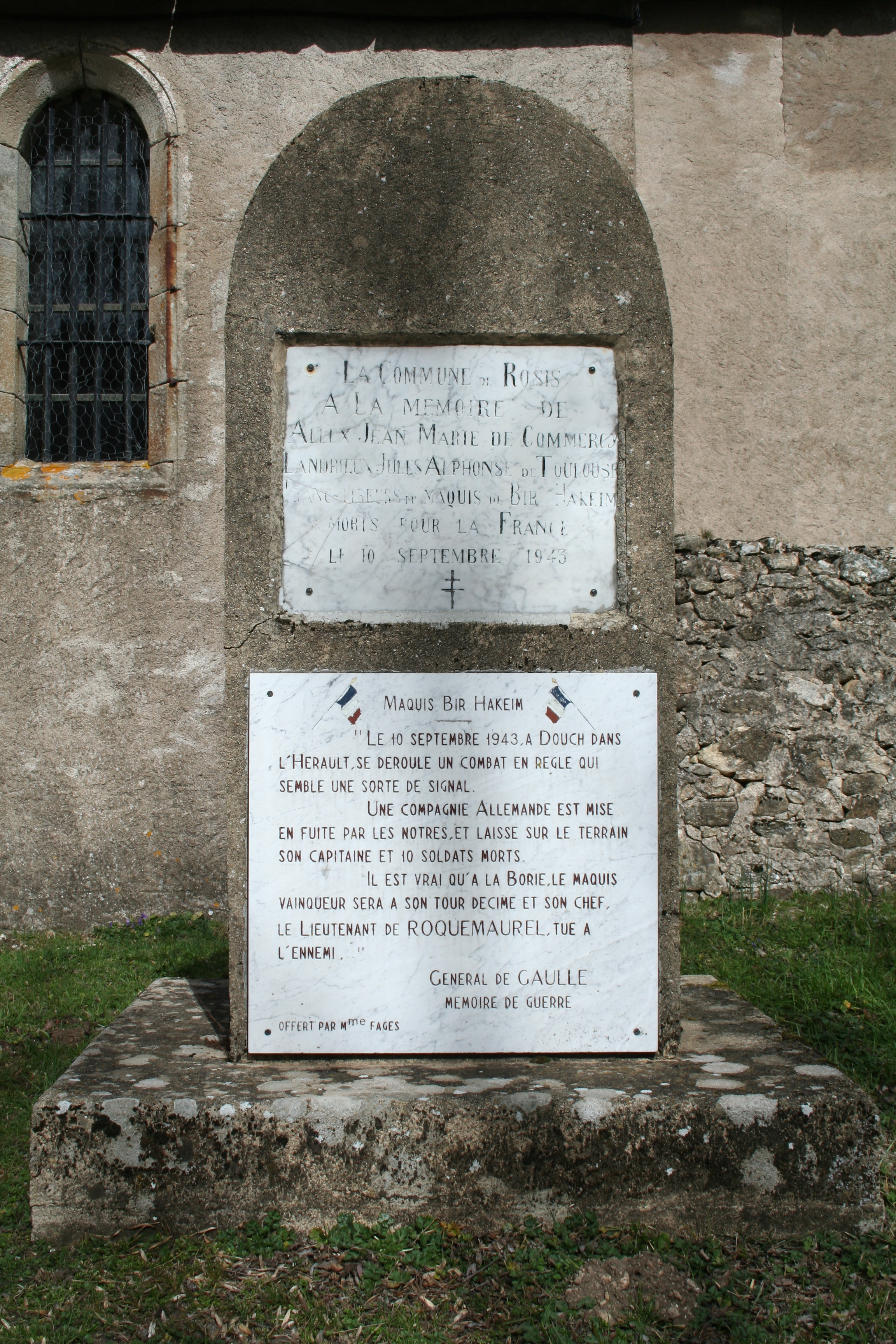
Stèle mémoriale au hameau de Douch (Rosis).

Le maquis Bir-Hakeim est un groupe de résistants français né pendant la Seconde Guerre mondiale. Il était situé dans le sud du Massif central, entre le sud de l'Aveyron, l'Hérault, les Cévennes et le Rhône. Ce maquis est célèbre pour son audace, sa mobilité, sa forte structuration militaire mais aussi pour les tragédies qui ont émaillé son histoire. Son nom rappelle la bataille de Bir Hakeim, victoire de la 1re brigade française libre en Libye.

## Histoire
Créé durant l'été 1942, par le commandant Rigal, chef de l'Armée secrète de Toulouse et Jean Capel qui appartenait au mouvement Combat, il fut rejoint par Coucy, un instituteur de Montpellier, à la disparition de Rigal, et par Darrénougué.

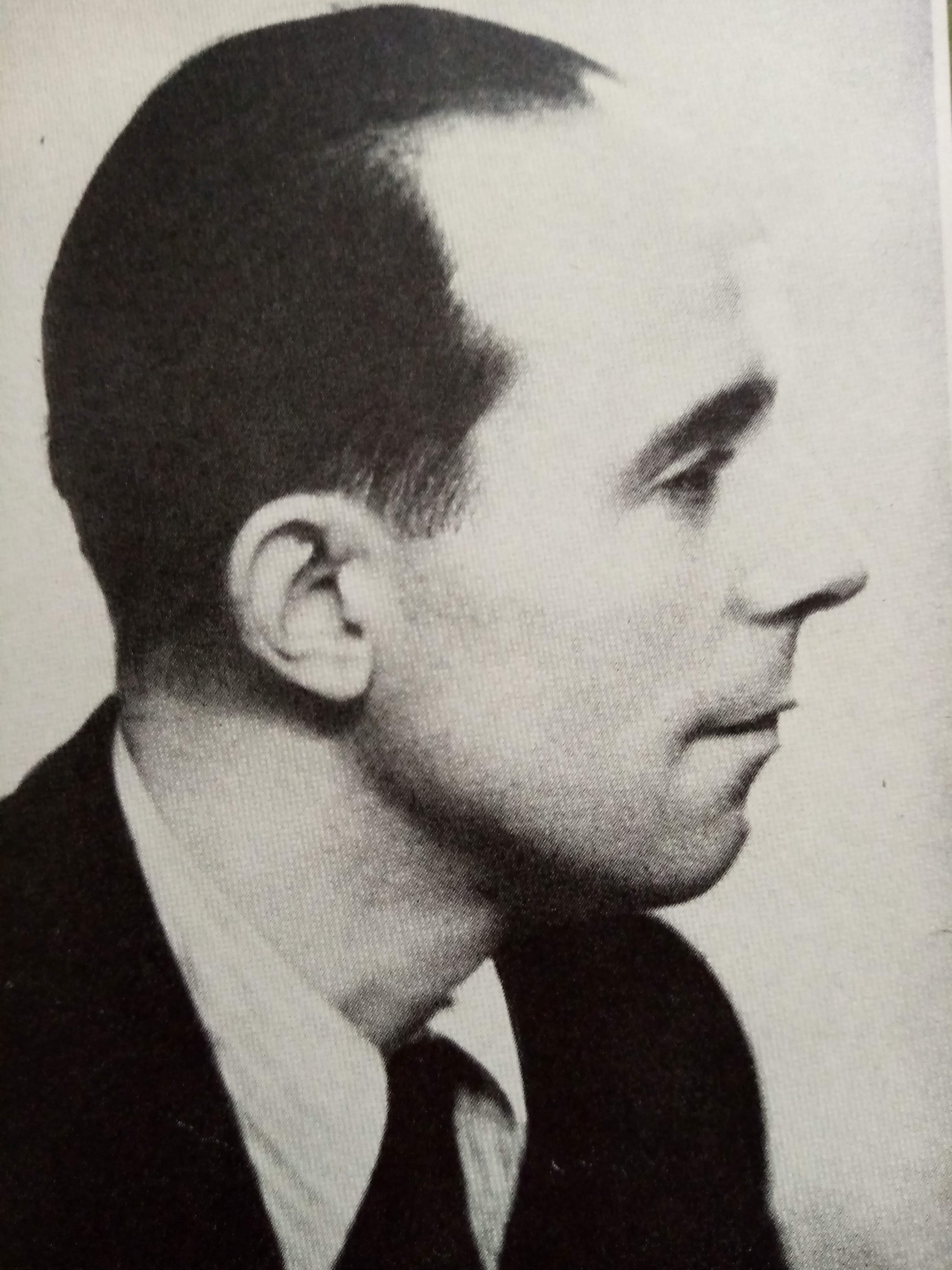
Jean Capel, dit "Commandant Barot".

En mars 1943, son chef Jean Capel (plus connu sous le pseudonyme de commandant Barot) estime que la propagande ne suffit plus : la mise en place du STO créant des réfractaires, des jeunes clandestins qu'il faut protéger et transformer en combattants potentiels. Avec les frères Marcel et Christian de Roquemaurel (alias R.M), il met sur pied un premier groupe de maquisards avec des jeunes étudiants issus de Toulouse, des ouvriers, des employés et des républicains espagnols.
Bien qu'affilié par la suite aux MUR, il est de fait totalement indépendant, ce qui  n'est pas sans conséquence sur son comportement puisqu'il détermine seul ses objectifs et ses actions. S'il est également membre du Parti communiste, ses liens avec l'appareil du parti semblent avoir été inexistants dans la période où il commande le maquis Bir-Hakeim et ses conceptions de l'action armée divergent sensiblement de celles des communistes.

### Des chefs de grande valeur

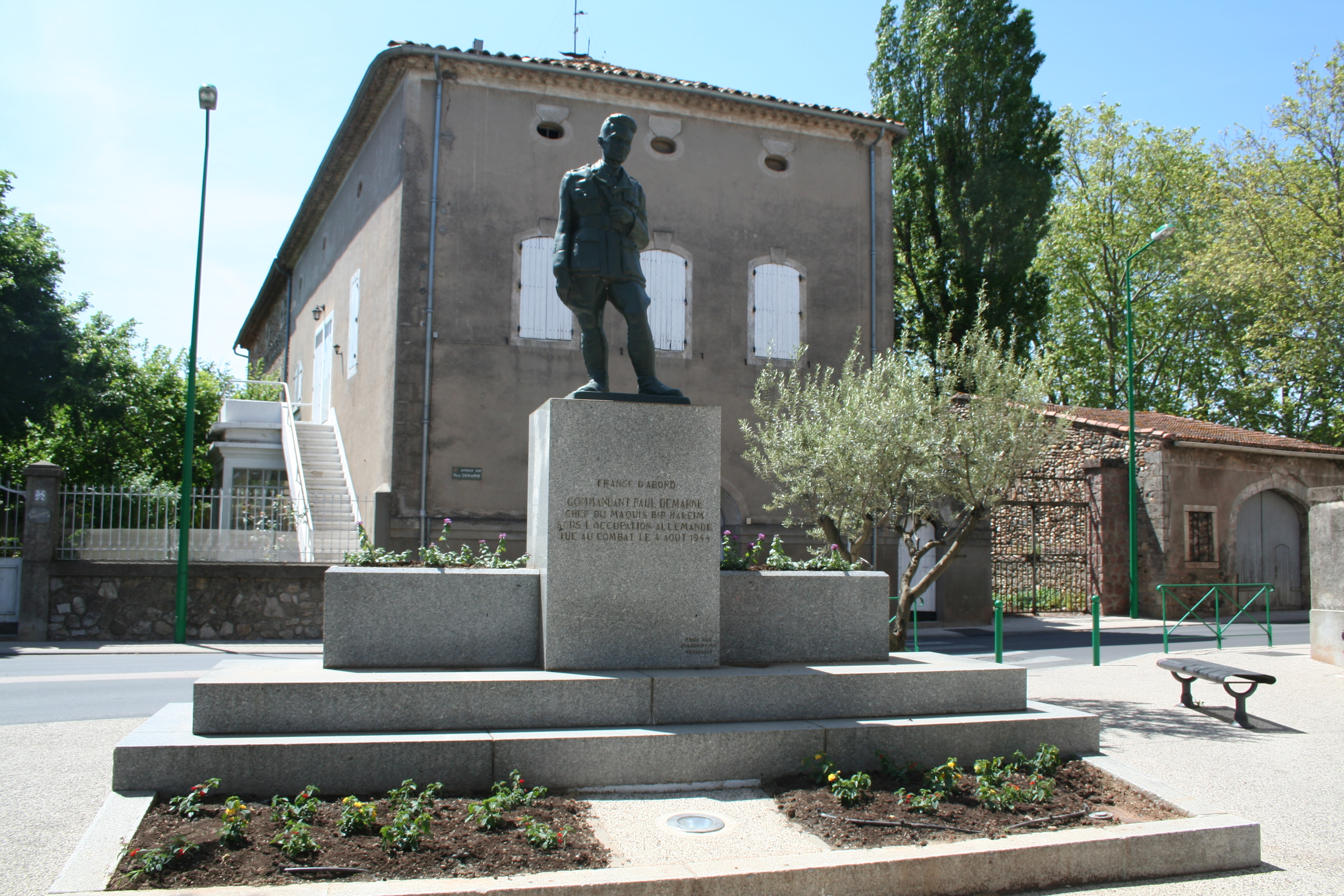
Statue du commandant Demarne (1904-1944) à Canet.

Le commandant Barot, bien que n'étant pas un militaire de carrière, en est le chef incontesté. Son charisme, sa prestance, son talent oratoire, son sang-froid en font un grand meneur d'hommes. Il a su s'adjoindre des hommes de valeur tels Darrénougué, qui se chargera de la tâche difficile de l'intendance ou son adjoint, le capitaine Demarne, un officier de l'armée secrète. Celui-ci lui succédera à sa mort.

### Un perpétuel déplacement
Le maquis Bir-hakeim s'installe d'abord au hameau de l'Estibi, dans la région de Villefranche-de-Rouergue en Aveyron, avant de partir  fin août sur le plateau de Douch, dans le massif montagneux de l'Espinouse dans l'Hérault où il livre un des premiers combats importants de la Résistance. Après cette attaque, le groupe de résistants se réfugie sur le plateau de Bénou aux Eaux-Bonnes, dans les Pyrénées-Atlantiques en pleine zone interdite car situé tout près de la frontière espagnole. Ne pouvant de ce fait y rester longtemps, le groupe rejoint la région de Pont-Saint-Esprit dans le Gard rhodanien où il change régulièrement de campement.
Là, il se renforce en effectif avec l'arrivée de nombreux réfractaires au STO, en armement grâce à des parachutages, des récupérations d'armes de l'armée d'armistice ou sur l'ennemi. Effectuant de nombreux coups de main à bord de ses véhicules (voitures et camions), il voit son prestige grandir auprès de la population locale. Le maquis renforce nettement son aspect militaire (uniformes, entrainement rigoureux, discipline stricte). La pression des Allemands grandit, notamment après la tragédie des Crottes à Labastide-de-Virac où 15 civils furent massacrés par l'occupant. Aussi, à la mi-mars 1944, le commandant Barot négocie avec les maquis cévenols le transfert de son groupe, qui compte désormais plus d'une centaine d'hommes, vers la basse Lozère. Le passage des « biraquins » à Pont-Saint-Esprit et Bagnols-sur-Cèze a pour conséquence des représailles sur les populations civiles ; la Gestapo s'acharnant à retrouver toutes les complicités.
Dans le véritable fief maquisard que sont les vallées cévenoles (vallée borgne, vallée française, vallée longue), Barot essaie de fédérer les différents maquis. Adepte de l'action immédiate, son audace effraie les chefs des maquis locaux tandis que le panache du maquis Bir-Hakeim séduit la troupe. La « petite armée » est, entre autres, rejointe par les membres du maquis Montaigne, un maquis d'antifascistes allemands dirigé par le communiste Otto Kühne.
Une alerte mal comprise et une négligence conduit les « biraquins » à anéantir une patrouille de la Feldgendarmerie à Saint-Étienne-Vallée-Française (Lozère), les 7 et 8 avril 1944. Cela déclenche une vaste opération des Waffen SS. Le maquis réussit à y résister puis à échapper à l'encerclement au prix d'une certaine dispersion. Néanmoins, les chefs résistants cévenols obligent Barot à quitter la région : ils l'accusent de mettre en danger, par sa témérité, la population locale et les nombreux persécutés cachés par les Cévenols. Ils lui reprochent aussi ses relations avec un agent double de la Gestapo.
Le groupe dont la chance semble avoir tourné, se déplace dans le nord de l'Hérault puis sur les contreforts de l'Aigoual. Il est de plus en plus pourchassé par la  milice et les GMR et ce d'autant plus que son chef rechigne à combattre d'autres Français. La nuit du 25 au 26 mai, le groupe évacue l'Aigoual avec pour point de ralliement le village de La Parade sur le Causse Méjean.

### La tragédie de la Parade

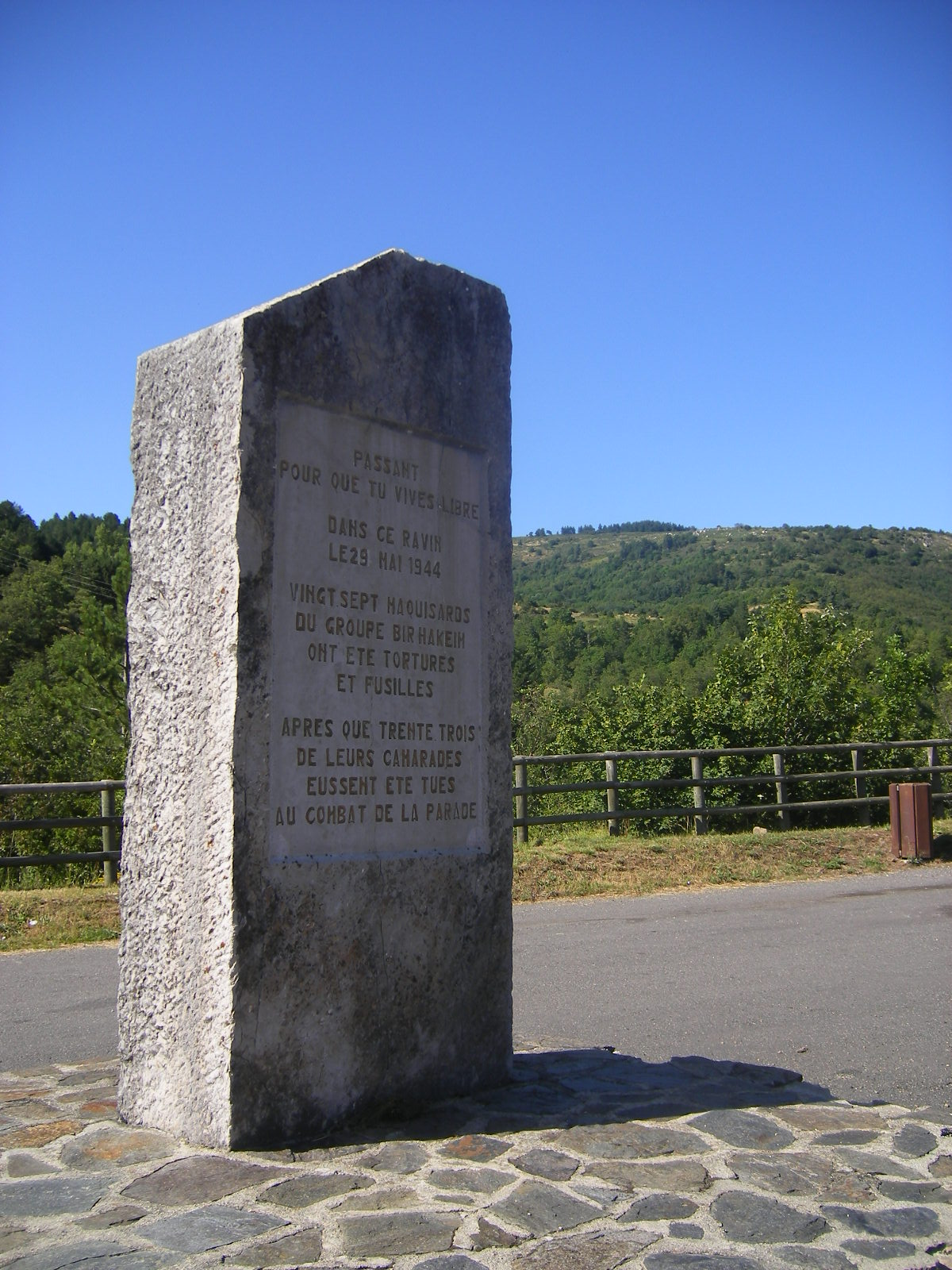
Stèle du col de la Tourette à Badaroux, où furent fusillés les 27 prisonniers.

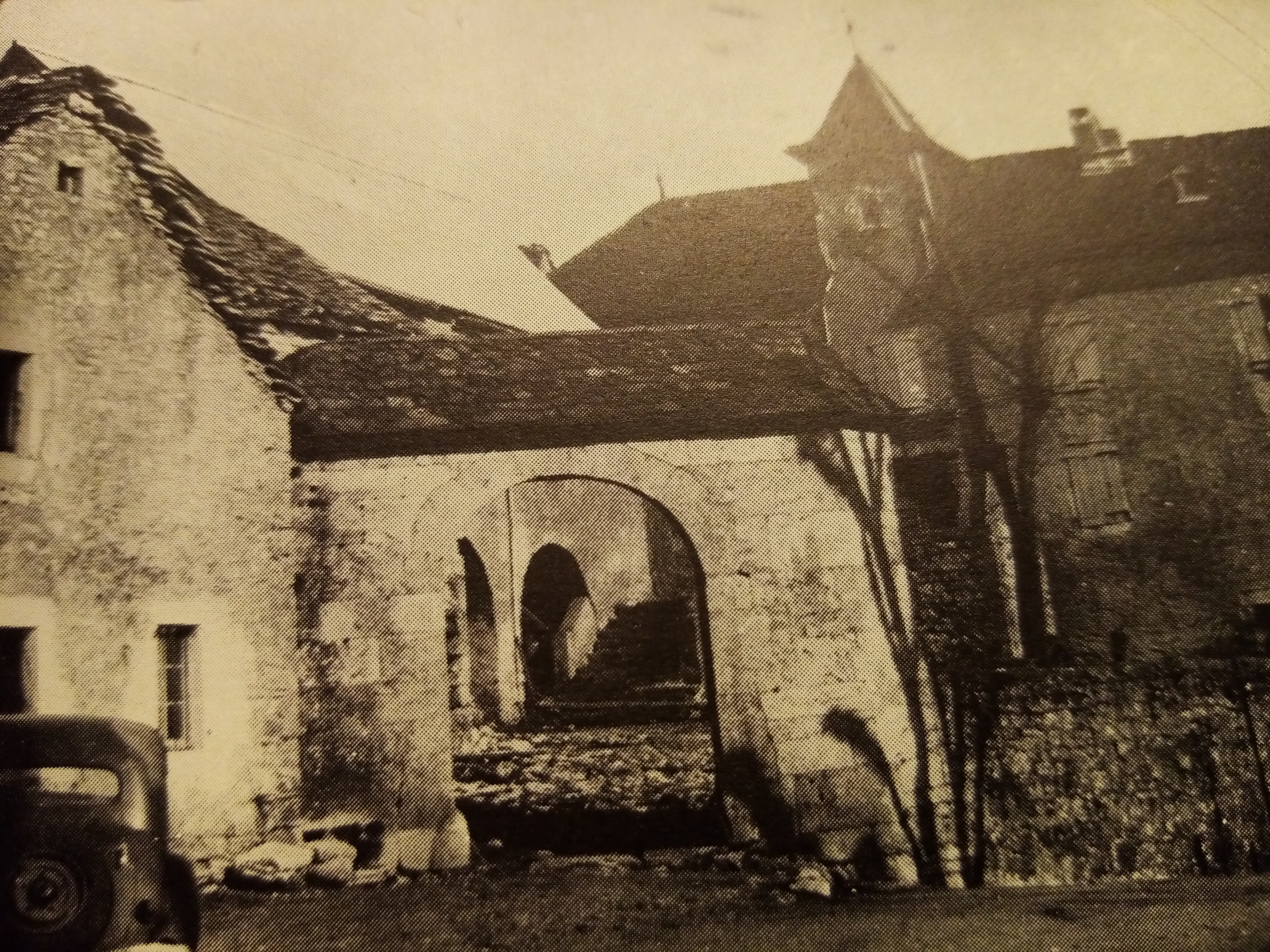
Ferme de La Borie, non loin de La Parade, où le commandant Barot avait installé son état major.

À l'arrivée sur les lieux le 27 mai 1944, de nombreux maquisards retardés ne sont pas encore là. Le groupe, fatigué, tarde à mettre en place ses dispositifs d'alerte et de défense habituels. Or la traversée de Meyrueis par le convoi de camions n'est pas passée inaperçue. Avertie, la gendarmerie locale en a informé le préfet qui transmet l'information à l'occupant. C'est la première fois que l'état-major allemand à Mende dispose d'informations récentes. Il décide d'attaquer dès le 28, jour de la Pentecôte, avec la légion arménienne. Les guetteurs sont surpris et tués sans pouvoir donner l'alerte. Le commandant Barot est tué. Ceux qui n'ont pu fuir se rendent. 34 maquisards sont tués au cours des combats, dont 8 fusillés comme franc-tireurs pour avoir été pris les armes à la main après la reddition.
Les trente-quatre victimes sont :  
- 19 Français : Jean Capel, Jean Chabrol, Pierre Dhombres, Emmanuel Dupuy, Jean Farelle, Henri Gebelin, Henri Jourdan, Marcel Liotard, Robert Martin, Jean-Marie Parrier, Louis Pons, Roger Rampal, Jean Rampon, Marcel de Roquemaurel, Jean Rousseau, Jean Marcel Roux, Camille Sallan, Georges Valezi, Pierre Viguier.
- 3 Allemands : Fred Bucher, Karl Heinz Fulda, Anton Lindner.
- 1 Autrichien : Karl Trinka.
- 1 Belge : Liévin Neuhard
- 10 Espagnols : Carrasco Manuel, Casal Felipe, Cuesta Celestino, Fuentes Augustin, Garcia José, Hous Remigio, Meijas Manuel, Oliva Enrique, Olmos Joaquim, Teruel Gilberto.

27 autres maquisards sont faits prisonniers. Ils seront tous fusillés le matin du 29 mai près du col de la Tourette à Badaroux. Les trois quarts de l'effectif du maquis, dont son chef charismatique, ont perdu la vie. Le reste des effectifs est en fuite ou dispersé. Son matériel, l'essentiel de son armement et ses provisions ont été pris.
Le commandant Demarne regroupe et prend la tête des rescapés qui retournent vers l'Aigoual.

### Une opération aéroportée?
L'historien Aimé Vielzeuf émet l'hypothèse que le choix du causse Méjean comme base par Barot aurait pu résulter d'une opération aéroportée à venir. Il s'appuie sur le fait que celui-ci a longuement été survolé par l'aviation alliée venue d'Alger lors de la nuit du 30 mai 1944. La rumeur disait que le terrain de vol à voile du Chanet, bientôt remis en état, accueillerait des avions gros porteurs amenant ainsi des renforts en hommes et en matériel. Le causse Méjean de par son accès difficile pouvait aisément être transformé en un camp retranché à quelques jours du débarquement. Le commandant Barot, rétif à la hiérarchie résistante, correspondait directement avec Alger. Aussi rien ne permet de corroborer cette hypothèse.

### Les combats de la Libération

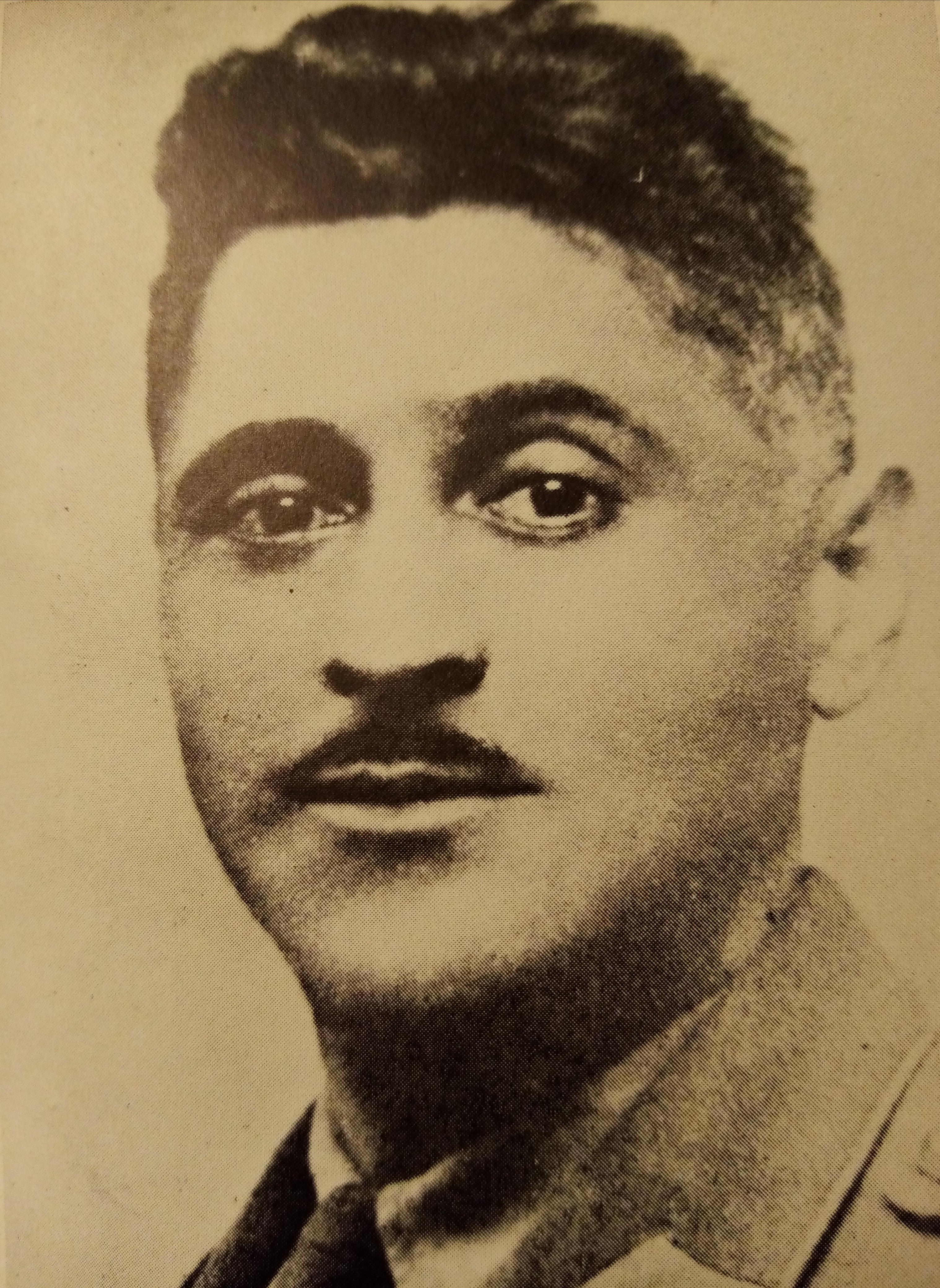
Paul Demarne, remplaçant de Barot après le décès de ce dernier.

De l'Aigoual, ils repartent pour la région de Clermont-l'Hérault, à Mourèze, où ils reconstituent leurs forces. L'annonce du  débarquement en Normandie galvanise les hommes et multiplie les ralliements. Le 4 août 44, au cours d'une opération de parachutage près de Gignac (Hérault), le commandant Demarne est tué lors d'une escarmouche. Le capitaine Rouan, dit « Montaigne », le remplace. Parallèlement au débarquement en Provence du 15 août, tous les maquis de la région R3 (sud) reçoivent l'ordre d'attaquer. Le 26 août, le maquis Bir-Hakeim participe activement à la libération de Montpellier et au harcèlement des troupes allemandes se repliant.
Comme les autres FFI, le maquis est amalgamé à l'Armée française de la Libération au sein de la 1re division française libre et participe donc aux combats jusqu'à la fin de la guerre.
Finalement, le maquis Bir-Hakeim en tant que tel aura eu 105 tués au cours de la guerre.

## Controverse
Au cours de son existence et à la libération, le maquis Bir-Hakeim, au travers de ses chefs Barot et Demarne, a été au centre de nombreuses polémiques.
Son panache, affirmé lors de ses déplacements et de ses actions spectaculaires, sa témérité et son mépris du danger lui ont été reprochés. Ses détracteurs, dont des chefs résistants cévenols, critiquent le manque de prise en considération de la sécurité des civils. Le choix de l'action immédiate, les coups de main audacieux, les déplacements d'automobiles en plein jour et les défilés sont de nature à attirer les réactions ennemies. La répression qui s'est abattue sur la région de Pont-Saint-Esprit ou l'attaque des maquis cévenols en avril 44 en sont la conséquence.
A contrario, ses partisans ont vanté ce choix face à ceux qui préféraient plus de discrétion, plus de prudence et attendaient la bataille de la libération du territoire pour se battre. Ils mettent en avant l'excellente tenue militaire du maquis au combat, le fort retentissement de ses actions, leur impact sur le recrutement, la pression exercée sur l'occupant mobilisant ainsi des troupes ennemies qui auraient pu être employées sur d'autres fronts.

## Monuments

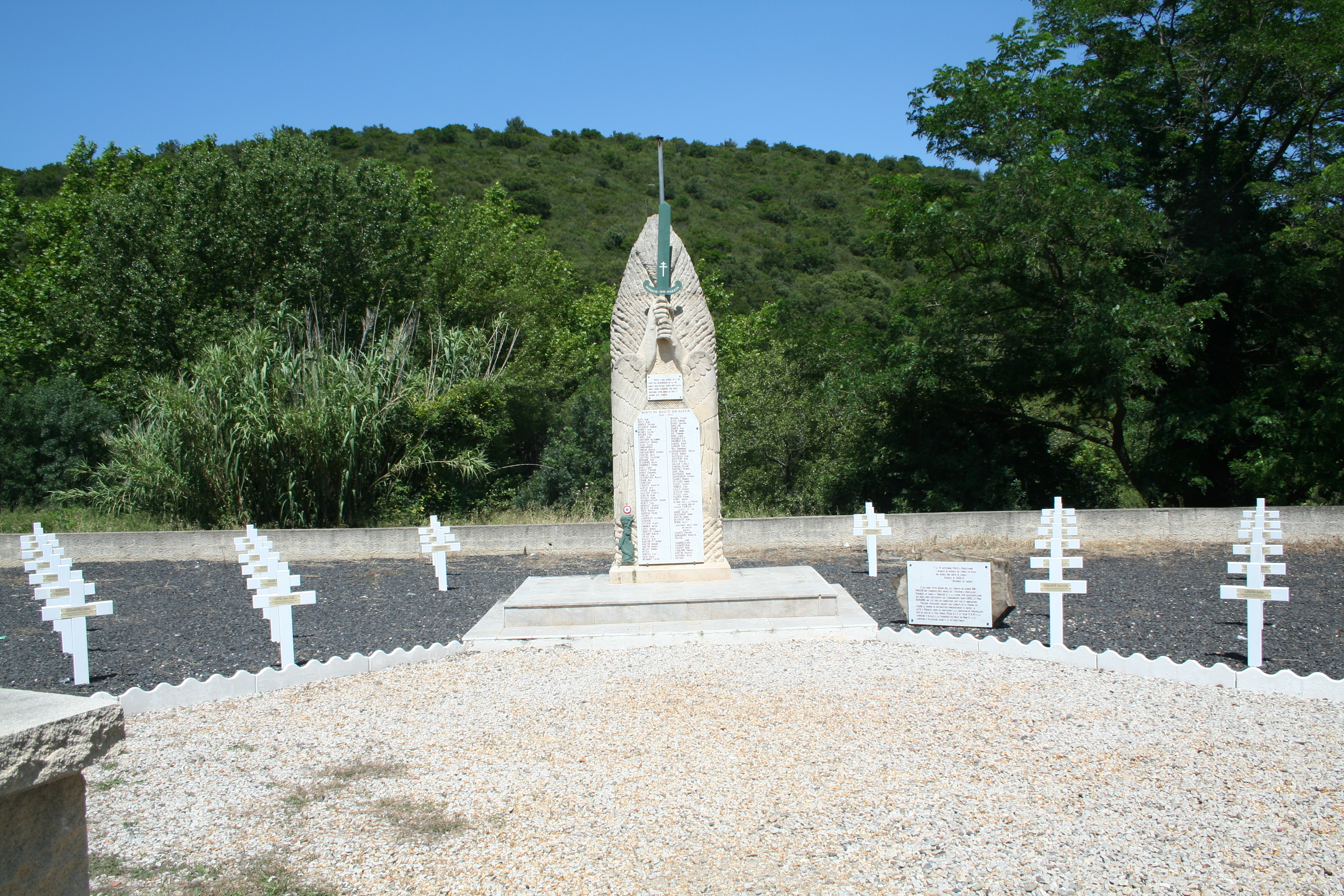
Mémorial de Mourèze

- Un monument a été érigé en 1984 sur la commune de Mourèze (Hérault) à la mémoire des 105 martyrs du maquis.
- Une stèle à Rosis devant l'église de Douch, rappelle le combat du 10 septembre 1943.
- Une stèle sur la commune de Badaroux en Lozère en mémoire de 27 fusillés et torturés.
- Un monument dans le village de La Parade sur le causse Méjean en Lozère, élevé à la suite du combat du 28 mai 1944 qui fit 34 morts et 27 prisonniers fusillés dans le ravin de la Tourette à Badaroux.

## Les résistants du maquis Bir-Hakeim
Tels qu'apparaissant sur le mémorial de Mourèze :
Alex Jean
Henri Arlet 
Arnoux Sylvain 
Ascensio Gabriel 
Bardet Jean 
Belnot Lucien 
Bucher Fred 
Capel Jean 
Carichon Alexandre 
Carrasco Manuel 
Casal Felipe 
Combarnoux 
Compan Marcel 
Constantinou Georges 
Coolens Jules  
Cuestra Celestino 
Demarne Paul 
Desandre Julien 
Dhombres Pierre 
Dides Louis 
Donati Fortune 
Dupuy Emmanuel 
Farelle Jean 
Feschottes Marcel 
Frank Max 
Frontera
Fuentes Augustin 
Garcia Jose 
Garide Manuel 
Gaussen Francis 
Gebelin Henri 
Gervais Henri 
"Guignol" Guyaux Edmond 
Heintz Carl 
Herbaut Georges 
Heultz Théogène 
Hous Remigio
Jourdan Pierre 
Lafont
Landrieux Alphonse 
Lebaron 
Leveque Albert 
Lindner Anton 
Lopez Miguel 
Loriette Charles 
Liotard Marcel 
Lucas Jean 
Mallet Jean 
Marchetti Albert
Martin Armand
Martin Robert
Mehas Manuel
Micko 
Montes ELoi 
Naja Diego 
Neuhart Lievin
Nogues Claude 
Oliva Enrique  
Olmos Joachim 
Papillon 
Parier Jean
Picon Andre 
Pio Fernand 
Pons Louis 
Pradelles F 
Premer Eric 
Rampal Roger 
Rampon Jean 
Rea Dominique 
de Roquemaurel Marcel 
Rosse Robert 
Rousseau Jean 
Rouvière Jean 
Roux Marcel 
Sallan Camille 
Samana Maxime  
Sanchez Manuel 
Sans Marc 
Sauvebois André 
Sauvegrain Jacques 
Suarez Manuel 
Teyssier André 
Teruel Gilbert 
Trinkal Karl 
Valezi Georges 
Vasseur André 
Veylet Louis 
Viguier Pierre 
Vorel Joseph 
Fowler Capitaine 
Andre Julien 
Deplanque Henri 
Martin André
Delrieux Jean 
Wurm Jules 
Chaper Philippe 
Guiraudou Hipolyte 
Salase 
Chabrie Louis 
Chabrie René
Chapus Henri
Coulomb Urbain 
Martin Auguste 
Navarro Julien
Riffart 

### Filmographie
Bir-Hakeim, le maquis des patriotes (2012) court métrage de 40 minutes réalisé par Baptiste Ménage relatant le combat de La Parade.

### Sources
- André Balent, "notice Capel Jean, Raymond, Louis. Pseudonyme : commandant Barot", https://maitron.fr/spip.php?article18606
- Olivier Bertrand, Les Imprudents, Seuil, 2019[72].  (ISBN 2021413101)
- Évelyne & Yvan Brès, Un maquis d'antifascistes allemands en France (1942-1944), Les Presses du Languedoc - Max Chaleil éditeur, 1987.  (ISBN 2-85998-038-5)
- Henri Cordesse (ancien chef départemental de la Résistance, préfet de la Libération), Histoire de la Résistance en Lozère,...
- Jacques-Henri Coste, "Le maquis Bir Hakeim en Languedoc (1943-1944), Une résistance itinérante audacieuse", La Main Chaude, Association pour la Promotion de l'Histoire Sociale Millavoise, Millau, n°11, 1er mai 2025, p. 63-78,  (ISBN 978-2-9544768-9-6).
- René Maruéjol et Aimé Vielzeuf, Le maquis "Bir Hakeim", Ed. Lacour, Nimes.
- René Maruejol et Aimé Vielzeuf, Le maquis "Bir Hakeim", édition augmentée en 1972, Éd. de Crémille, Ed. Famot (Genève), 1974, Diffusion F. Beauval, 255 p.
- Marie-Pascale Vincent, Les grandes affaires criminelles de la Lozère, Éd. De Borée, 2006 (« La tragédie de La Parade (1944) », pages 45-51) Lien
- Frédéric Médard, "La pentecôte sanglante du maquis Bir Hakeim", Les dossiers de la 2e Guerre Mondiale, n° 9, juillet, août, septembre 2007, pages 72-80.
- Marc Bourdalle,  Camille Sallan, un résistant Palavasien, Mairie de Palavas-lès-Flots, mai 2004, 32 pages.